# Frančiškanski samostan Novo mesto
Frančiškanski samostan v Novem mestu je samostan frančiškanskega reda. Frančiškani so prišli v Novo mesto leta 1469, leta 1472 pa je bil zraven cerkve sv. Lenarta (tedaj še kapele) zgrajen samostan.
Leta 1664 je v samostanu izbruhnil požar, ki je delno uničil zgradbo. Do leta 1696 je nato potekala obnova. V samostanu se od samega začetka nahaja tudi knjižnica, ki je najstarejša knjižnica v Novem mestu. Med letoma 1746 in 1870 so frančiškani vodili tudi gimnazijo.
Leta 1992 je bil samostan razglašen za kulturni spomenik lokalnega pomena.